# سیکلواکتادکانوناان
سیکلواکتادکانوناان (به انگلیسی: Cyclooctadecanonaene) با فرمول شیمیایی C18H18 یک ترکیب شیمیایی با شناسه پاب‌کم ۱۳۷۲۹۴ است؛ که جرم مولی آن ۲۳۴٫۳۴۲ گرم بر مول می‌باشد.